# أبو الحسن علي البلخي
برهان الدين أبو الحسن علي البلخي الذي تُنْسَبُ إليه المدرسة البَلْخِيَّة بباب البريد في مدينة دمشق. هو الإمام أبو الحسن علي بن الحسن بن محمد البلخي الحنفي، نزيل دمشق، ومُدَرِّس الصَّادريَّة (وهي ذاتها المدرسة البَلْخِيَّة). وَعَظَ، وأَقرأَ، وجُعِلَت له دارُ الأمير طرخان مدرسةً، وثارتْ عليه الحنابلةُ لأنَّه نالَ منهم، وكان ذا جلالةٍ ووجاهةٍ، ويُلَقَّبُ بالبُرهان البَلْخِيِّ. دَرَّسَ أيضاً بِمسجد خاتون، وأبطَلَ في حلب الأذان بِحَيَّ على خير العمل. اشتغلَ بِبُخَارَى على البُرهان ابن مازة، وناظر في الخلاف، ثمَّ حَجَّ وجاور، وكَثُرَ أصحابُهُ. وَحَدَّثَ عن أبي المُعِين المَكْحُولي وغيره. وعَلَّقَ عنه أبو سَعْد السمعانيّ. تُوُفِّي في دمشق سنة ثمانٍ وأربعينَ وخمسمائة في شعبان. وكان كريماً لا يَدَّخِرُ شيئاً.

## مولده ونشأته
وُلِدَ عَليّ بن الْحسن بن مُحَمَّد بن مُحَمَّد بن أبي جَعْفَر وَقيل جَعْفَر الْبَلْخِي أَبُو الْحسن الزَّاهِد الْجَعْفَرِي الْمَعْرُوف بالبرهان الْبَلْخِي في سِكندر (بكسر السين المهملة)، وهي بلدة بنواحي طخارستان من نواحي بلخ. وتفقَّهَ في بخارى على بُرهان الدِّين الكبير عبد العزيز بن عُمر بن مازة وغيره حتى بَرَعَ في الفِقه وكذا في الأصول. ثمَّ وَرَدَ دمشق ودَرَّسَ فيها إلى حين وفاته. وهو ممن ساهم في نشر العلم في بلاد الشام، حيث دَرَّسَ في حلب بمدرسة الحلاويَّة وكان أوَّلَ مَن دَرَّسَ بها، وبمسجد خانون وهو أَوَّلُ مُدَرِّسٍ له. ثُمَّ كذلك في المدرسة الصادريَّة أو المعروفة أيضاً بالبلخيَّة على اسمه، ثمَّ الأمينيَّة، وهو أَوَّلُ مُدَرِّسٍ بهما. وسَمِعَ الحديثَ بما وراءِ النَّهر من شَيخيه ابن مازة، وأبي المُعِين النَّسَفِيِّ.
قال ابنُ عَسَاكِر:
«قَدِمَ دمشق ونَزَلَ بِالصَّادريَّة ومُدَرِّسُهَا عليٌّ ابنُ مَكِيٍّ الكاشانيِّ، وناظر في المسائل الخِلافيَّة، وعُقِدَ مَجلس التَّذْكِير فَحَسَدَهُ الكاشانيُّ، وتعصَّبتْ عليه الحنابلة».
قال ابنُ قاضي العسكر:
«ذَكَرَ البلخيُّ مِن حِفْظِهِ طريقةَ بُرهان الأئمَّة ابن مازة مَرَّتيْن وَعَلَّقْتُ عنه بدمشقَ ولمْ يَكُن عنده بها نسخة. ثمَّ وردت بعد ذلك نسخة فَقُوبِلَتْ بها فلم تفسد بشيءٍ من معانيه عمَّا عَلَّقَ عنه. وكان إذا حَزَّ به أمرٌ فَزِعَ إلى الصَّلَاة، فيغتسلُ، ويُغْلِقُ عليه بابَه ويُصلِّي. صلى الصُّبْح مرَّة فَقَرَأَ واحتبسَ بِالبكاء، فرفع، فأتمَّ الصَّلاة ودخل منزله، فلمْ يخرج حتى مات».

## المدرسة الصادريَّة أو البَلْخِيَّة
كانت تُعْرَفُ قديماً بِخِرْبَة الكنيسة، وتُعْرَف أيضاً بِدَارِ أبِي الدَّرْدَاءِ - رضي الله تعالى عنه - أنشأها الأمير ككز الدقاقي بعد سنة خمسٍ وعشرينَ وخمسمائةٍ (525 هجري) للشَّيْخ بُرهان الدين أبي الحسن علي البلخيّ، وسُمِّيت على اسمه.
قال ابنُ شَدَّاد:
«ودَرَّسَ بها بَعْدَهُ، وَلَدُهُ شَمْسُ الدِّين أبو عبد الله مُحمَّد وجماعة لم يُحَقَّق مِنْهُم، إلا مَنْ يَذْكُرُ مِنْهم القاضي بدرُ الدين أبو محمد يوسف ابن الخضر بن عبد الله الحنفي. يقول: ومن بعد وَلَدِ برهان الدين، جاء الشيخ سديد الدِّين التميميُّ، ومن بعده القاضي عزيز الدين أبو عبد الله محمد بن أبي الكرم بن عبد الله بن عبد الرحمن بن علوي السنجاري إلى أن تُوُفِّيَ بها في سنة سِتٍّ وأربعينَ وستمائةٍ، في السادسِ والعشرينَ مِن شعبان. وكان له من العُمر سِتٌّ وسبعونَ سنةً، وتَوَلَّى مِن بعدهِ وَلَدُهُ كمالُ الدِّين أبو الفضائل عبد اللطيف، ولمْ يَزَلْ بها مُدرِّساً إلى أنْ أُخْرِجَ من دمشق نَاجِعَاً بسبب استيلاءِ التَّتار عليها في سنة ثمانٍ وخمسينَ وستمائةٍ. ثمَّ وَلِيَهَا بعدَهُ صَدْرُ الدِّين إبراهيم الهنديُّ، ثمَّ عاد كمال الدين إليها في أواخر السنة المذكورة، وبقيَ مُستمرَّاً بها إلى أن توجَّهَ صُحْبَةَ الخليفةِ المُستنصر المعروف بالأسود، وقُتِلَ بِالفلُّوجة. ومولدُ كمال الدين المذكورِ في جُمادى الآخرة، سنة ثمانِ عشرةَ وستمائةٍ. واستخلفَ بها المَوْلَى الشيخ الإمام عبد القادر، وأقامَ بها سنةً واحدةً وشهرينِ، وتولَّاها بعدَهُ رشيدُ الدِّين إسماعيلُ المعروف بابنِ المُعلِّم، وهو مُستمرٌّ بها إلى سنةِ أربعٍ وسبعينَ وستمائة».

## وفاته
تُوُفِّيَ إلى رحمة الله في أواخر شهر شعبان سنةَ ثمانٍ وأربعينَ وخمسِ مائةٍ (548 هجري) ودُفِنَ في مقابر باب الصَّغِير بمقابر الشُّهداء.